# Trasporti in Tunisia
Questa voce raccoglie le principali tipologie di Trasporti in Tunisia.

## Trasporti su rotaia

### Rete ferroviaria
In totale: 2.152 km.
- Scartamento normale: 468 km
- Scartamento ridotto: 1.684 km
- Gestore nazionale: Société Nationale des Chemins de Fer Tunisiens (SNFCT).
- Collegamento a reti estere contigue
  - presente, ma disattivato dagli anni novanta: Algeria.

### Reti metropolitane
Non esistono sistemi di metropolitana in Tunisia.

### Reti tranviarie
Dal 1985 è attivo a Tunisi un servizio di metropolitana leggera.

## Trasporti su strada

### Rete stradale
Strade pubbliche: 18.997 km (dati 2001).
- asfaltate: 12.424 km.
- bianche: 6.573 km.

Autostrade: in servizio 357 km (dati 2012).

### Reti filoviarie
Attualmente in Tunisia non esistono filobus.

### Autolinee
In tutte le zone abitate della Tunisia sono presenti aziende pubbliche e private che gestiscono trasporti urbani, suburbani, interurbani e turistici esercitati con autobus e minibus.

## Trasporti aerei
- Compagnia di bandiera: Tunisair (fondata nel 1948)

### Aeroporti

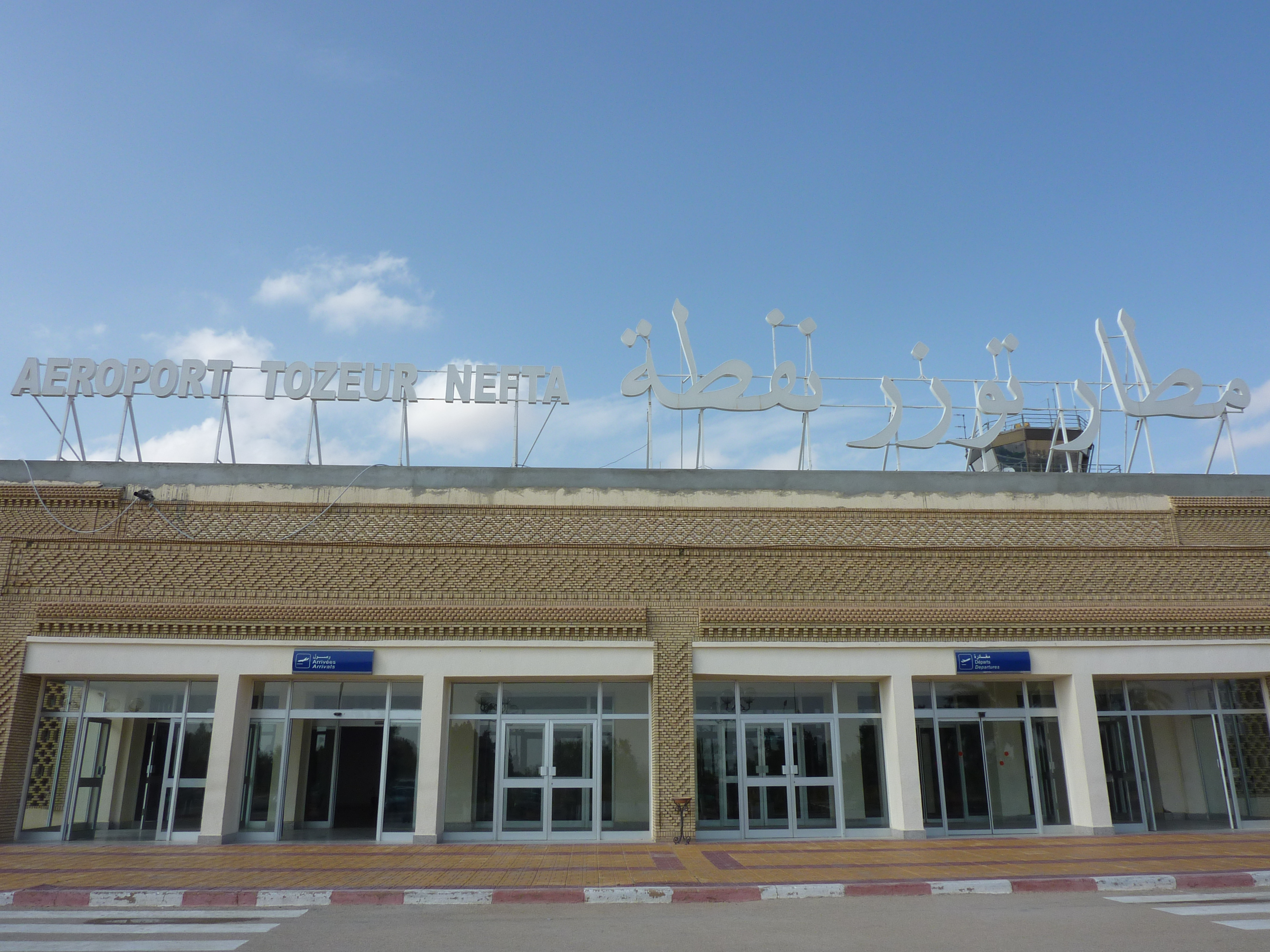
Aeroporto di Tozeur

In totale: 30, 7 dei quali internazionali (dati 2006).
a) con piste di rullaggio pavimentate: 14
- oltre 3047 m: 3
- da 2438 a 3047 m: 6
- da 1524 a 2437 m: 2
- da 914 a 1523 m: 3
- sotto 914 m: 0

b) con piste di rullaggio non pavimentate: 16
- oltre 3047 m: 0
- da 2438 a 3047 m: 0
- da 1524 a 2437 m: 2
- da 914 a 1523 m: 7
- sotto 914 m: 7.

## Porti e scali

### Sul Mar Mediterraneo
- Bizerte
- Gabès
- La Goulette
- Radès
- Sfax
- Skhira
- Tunisi - capitale e porto principale